# Emadeddin Baghi
Emadeddin Baghi (nascut el 25 d'abril de 1962) és un activista iranià de drets humans, defensor dels drets dels presoners, periodista d'investigació, teòleg i escriptor. És el fundador i cap del Comitè per a la Defensa dels Drets dels Presos i la Societat del Dret dels Guardians de Vida a l'Iran, i l'autor de vint llibres, sis dels quals han estat prohibits a l'Iran. Baghi va ser empresonat en relació amb els seus escrits sobre les execucions de 1988 a l'Iran de presos polítics, i empresonat novament l'octubre de 2007 un any més sota càrrecs d'«actuar contra la seguretat nacional». Segons la seva família i els advocats, Baghi ha estat convocat a la cort 23 vegades des del seu alliberament el 2003. També ha tingut el seu passaport confiscat, el seu periòdic va ser tancat i suspeses les penes de presó aprovades contra la seva dona i la seva filla. Baghi va ser novament arrestat el 28 de desembre de 2009 sota càrrecs relacionats amb una entrevista amb el gran aiatol·là Hussein-Ali Montazeri. Baghi va ser posat en llibertat i novament tornat a arrestar el 5 de desembre de 2010.

## Primers anys
Baghi va néixer el 1962. En els anys previs a la Revolució islàmica de 1979, va començar a participar com a activista polític, com a reformista islàmic, sota la tutela de l'aiatol·là Hussein-Ali Montazeri. Després de la revolució, va estudiar teologia i sociologia a Qom i Teheran, respectivament. La seva carrera periodística va començar el 1983 i, en els anys noranta, Baghi treballava com a redactor principal del periòdic reformista Fe.

## Periodisme
Baghi i Akbar Ganji acrediten haver descobert la responsabilitat del personal de seguretat iranià de la cadena d'assassinats en què foren assassinats diversos intel·lectuals dissidents, aparentment per un assassí en sèrie. Baghi i Ganji van argumentar que les ordres dels assassinats provenien d'alts càrrecs del govern iranià.
Dos diaris en què Baghi va treballar van ser prohibits pel govern iranià: Fe el 2000, i Joumhouriat el 2003. Els seus llibres sobre els assassinats també van ser prohibits.
Baghi també ha escrit extensament sobre la pena de mort, de la qual és un oponent actiu. Les Nacions Unides i altres grups internacionals de drets humans han confiat molt en el seu treball, especialment sobre menors condemnats a mort, per als seus propis informes. Segons estimacions de Baghi han estat executades més de 10.000 persones a l'Iran des de la Revolució islàmica.

## Arrests
Emadeddin Baghi ha estat arrestat diverses vegades pel govern d'Iran per càrrecs descrits per les organitzacions internacionals de drets humans com a motivats políticament.
L'any 2000, va ser acusat de "posar en perill la seguretat nacional" pels seus escrits sobre la cadena d'assassinats a la fi dels anys noranta. Va ser condemnat a tres anys de presó per la Cort Revolucionària islàmica per càrrecs presentats pel Ministeri d'Intel·ligència i la televisió estatal. El seu diari Fe també va ser prohibit i dos dels seus editors van ser empresonats. Va complir dos anys d'aquesta sentència i se li va suspendre un any.
L'any 2003 el jutge Babayee de la Secció 6 del Tribunal Revolucionari va condemnar Baghi amb un any suspès per "posar en perill la seguretat nacional" i "imprimir mentides" en el seu llibre La tragèdia de la democràcia a Iran. Baghi va rebre una altra condemna d'un any per "actuar contra la seguretat nacional" el 15 d'octubre de 2007, quan va ser convocat pel Tribunal Revolucionari de Teheran sota els càrrecs de "propaganda contra la República Islàmica" i "divulgació d'informació secreta estatal". L'Agència de Notícies de la República Islàmica (IRNA) va citar un funcionari que va declarar que "Baghi estava fent activitats contra la seguretat nacional amb l'excusa de la defensa dels drets dels presoners".
L'empresonament de Baghi va ser condemnat per la Premi Nobel de la Pau Shirin Ebadi i pels Reporters Sense Fronteres de París. Amnistia Internacional el va designar com a presoner de consciència i va fer una campanya pel seu alliberament.
Baghi va ser un dels nombrosos periodistes i reformistes detinguts pel govern d'Iran el 28 de desembre de 2009 arran dels enfrontaments entre manifestants i policies en les protestes d'Ashura.
L'agost de 2010, Baghi va ser sentenciat a un empresonament d'un any i una prohibició de cinc anys d'activitat política. El 22 de setembre, els llocs web de l'oposició van informar que Baghi havia estat condemnat a sis anys de presó addicionals per "propaganda contra l'estat" i altres càrrecs, per haver transmès una entrevista amb el clergue dissident Hossein-Ali Montazeri en BBC Persian. Amnistia Internacional el va tornar a nomenar pres de consciència.
Cinc anys més tard, la sentència va ser anul·lada per un tribunal d'apel·lació, i Baghi va ser alliberat el juny de 2011. En els mesos previs al seu alliberament, ell i altres presos van fer una vaga de fam per protestar contra la mort dels dissidents Haleh Sahabi i Hoda Saber.

## Organitzacions
Emadeddin Baghi va fundar dues organitzacions no governamentals iranianes (la Societat per a la Defensa dels Drets dels Presos el 2003 i la Societat del Dret als Guardians de la Vida el 2005. Les dues organitzacions elaboren informes sobre la situació dels presos iranians i recopilen dades sobre casos de pena de mort a Iran.

## Premis i reconeixements
Baghi fou guardonat amb el Premi al Coratge Civil el 2004, compartit amb l'opositor polític de Zimbàbue Lovemore Madhuku. Tanmateix, li van prohibir deixar l'Iran per acceptar-lo. L'any següent va guanyar un premi de drets humans concedit pel govern francès.
El 2009 Baghi va guanyar el Premi Martin Ennals per a Defensors dels Drets Humans. Aquest premi es concedeix anualment a Ginebra per una coalició de 10 organitzacions internacionals de drets humans, incloses Amnistia Internacional, Human Rights Watch i Front Line, a un defensor principal dels drets humans que actualment estan en perill. El govern iranià va tornar a negar a Baghi el permís per assistir a l'acte de lliurament.

## Família
Baghi està casat amb Fatemeh Kamali Ahmad Sarahi, amb qui té tres filles, entre elles Maryam Baghi. El 2007, els dos van rebre condemnes de tres i cinc anys de llibertat condicional per assistir a formació sobre drets humans a Dubai tres anys abans.